# Lundsanger
Lundsanger (Phylloscopus trochiloides eller Seicercus trochiloides) er en lille spurvefugl, der lever i Eurasien.